# 趙漢乗
趙漢乗（チョ・ハンスン、ちょう かんじょう、조한승、1982年11月27日 - ）は、韓国の囲碁棋士。ソウル市出身、韓国棋院所属、九段。国手戦3連覇、BCカード杯世界囲碁選手権準優勝など。

## 経歴
1995年入段。1998年にLG杯世界棋王戦に初出場するが、1回戦で周俊勲に敗れる。2001年、新人王戦優勝、61勝23敗で最多勝、最多対局を獲得、五段。2002年64勝17敗で最多勝、21連勝で最多連勝。同年、国手戦挑戦者決定戦で李昌鎬に0-2で敗れる。2003年、国手戦挑戦者となるが、李昌鎬に0-3で敗れる。同年、LG杯世界棋王戦で羽根直樹、王立誠を破ってベスト4進出するが、李世乭に敗れる。またLG杯ではこの年から3期連続でベスト4進出。2004年八段、KBS杯バドゥク王戦に準優勝し、翌年のテレビ囲碁アジア選手権戦に出場、決勝で張栩に敗れ準優勝。同2005年の農心辛ラーメン杯世界囲碁最強戦では3人抜きを果たす。2006年九段、天元戦で李世乭を3-1で破って初タイトル獲得。2007年に再開した名人戦では、6勝3敗で李世乭に次ぐリーグ2位となり、李世乭との決勝五番勝負は0-3で準優勝。26歳になった2008年から2年間の兵役に就く。2009年第1回BCカード杯世界囲碁選手権戦では、決勝で古力に1-3で準優勝。
2011年に国手戦で崔哲瀚に挑戦して3-2でタイトル獲得、以後3連覇。2012年百霊愛透杯、2013年Mlily夢百合杯でベスト16。2013年スポーツアコードワールドマインドゲームズ男子団体戦で韓国チームとして出場して優勝。2014年三星火災杯ベスト16。2018年マキシムコーヒー杯優勝。2022年ソパルコサノル最高棋士決定戦リーグ参加。
韓国囲碁リーグでは2005年ネットマーブルなどで出場。韓国棋士ランキングでは、2005-07年に4位。2010年はアジア競技大会の男子団体戦で金メダル獲得。2011年には中国甲級リーグに出場し、主将として13勝を挙げて遼寧覚華島チームの初優勝に貢献、2015-17年には乙級リーグに出場した。

### タイトル歴
- BCカード杯新人王戦 2001年
- SKガス杯新鋭プロ十傑戦 2003年
- バッカス杯天元戦 2006年
- 囲碁マスターズ戦神戦 2006年
- GSカルテックス杯プロ棋戦 2009年
- 国手戦 2011-13年
- マキシムコーヒー杯入神連勝最強戦 2018年

### その他の棋歴
国際棋戦
- テレビ囲碁アジア選手権戦 準優勝 2005、08年
- BCカード杯世界囲碁選手権 準優勝 2009年
- LG杯世界棋王戦 ベスト4 2003、04、05、07年
- 中環杯世界囲碁選手権戦 ベスト4 2007年
- アジア競技大会 2010年男子団体戦優勝
- スポーツアコードワールドマインドゲームズ 2013年男子団体戦優勝（×林君諺、○鶴田和志、○王檄）
- 中韓新人王対抗戦 2001年 1-2 古力
- 中韓天元対抗戦 2007年 0-2 古力
- 日中韓ペア碁名人選手権 優勝 2017年（崔精とペア）
- 農心辛ラーメン杯世界囲碁最強戦
  - 2005年 3-1（○謝赫、○高尾紳路、○常昊、×依田紀基）
  - 2007年 0-1（×王檄）
- 招商地産杯中韓囲棋団体対抗戦
  - 2012年 1-1（○陳耀燁、×孔傑）
  - 2013年 1-1（×柁嘉熹、○江維傑）
- 扁康杯中韓囲棋国手友誼戦 2019年 1-1（○聶衛平、×古力）
- 中日韓聶衛平杯囲碁マスターズ 2021年 2-0（○河野臨、○古力）

国内棋戦
- 国手戦 挑戦者 2003年、2015年(59期)
- LG精油杯プロ棋戦 準優勝 2003年
- KBS杯バドゥク王戦 準優勝 2004、07年
- 嶺南日報杯プロ最高手戦 準優勝 2005年
- SG杯ペア碁大会 準優勝 2012年（呉政娥とペア）
- 韓国囲碁リーグ
  - 2004年（第一火災）7-0
  - 2005年（ネットマーブル）5-2
  - 2006年（ワールド建設）8-5
  - 2007年（新星建設）9-4
  - 2008年（Tブロード）7-5
  - 2009年（Tブロード）4-8
  - 2011年（Kixx）9-5
  - 2012年（Tブロード）13-5
  - 2013年（Tブロード）8-6
  - 2014年（ポスコケムテク）6-8
  - 2015年（新安天日塩）9-7、ポストシーズン 1-2
  - 2016年（新安天日塩）8-7
  - 2017年（新安天日塩）7-9
  - 2018年（BGF）6-8
  - 2019-20年（セルトリオン）8-8、ポストシーズン 4-1
  - 2020-21年（セルトリオン）5-9、ポストシーズン 1-1
  - 2021-22年（セルトリオン）

その他
- 中国囲棋甲級リーグ戦
  - 2011年（遼寧覚華島）13-4
  - 2012年（遼寧覚華島）8-8
  - 2013年（遼寧覚華島）5-8
  - 2014年（湖北洪湖三民）4-3
  - 2015年乙級（河南亜太）
  - 2016年乙級（中国移動上海）2-4
  - 2017年乙級（厦門文広金融）6-2